# Klaus A. Maier
Klaus Autbert Maier (* 1940 in Friedrichshafen) ist ein deutscher Offizier (Oberst a. D.) und Militärhistoriker.

## Leben
Maier wurde 1970 am Fachbereich Geschichte-Geographie der Eberhard Karls Universität Tübingen mit der Dissertation Die Inschriften des Landkreises Saulgau zum Dr. phil. promoviert. Die Berichterstatter der Arbeit waren Hansmartin Decker-Hauff und Klaus Schreiner. Er war Leiter des Forschungsbereichs „Deutsche Militärgeschichte nach 1945“ am Militärgeschichtlichen Forschungsamt (MGFA) in Freiburg im Breisgau. Als Oberst der Luftwaffe trat er außer Dienst. Besonders die Untersuchung zum Luftangriff auf Guernica schuf auf der Grundlage der Akten viele falsche Behauptungen der Offiziersmemoiren aus der Welt.

## Schriften (Auswahl)
- Guernica, 26. 4. 1937. Die deutsche Intervention in Spanien und der „Fall Guernica“ (= Einzelschriften zur militärischen Geschichte des Zweiten Weltkrieges. Band 17). Rombach, Freiburg im Breisgau 1975, ISBN 3-7930-0176-8.
- mit Horst Rohde, Bernd Stegemann, Hans Umbreit: Die Errichtung der Hegemonie auf dem europäischen Kontinent (= Das Deutsche Reich und der Zweite Weltkrieg. Band 2). Hrsg. durch das Militärgeschichtliche Forschungsamt, DVA, Stuttgart 1979, ISBN 3-421-01935-5.
- mit Manfred Messerschmidt, Werner Rahn, Bruno Thoß: Militärgeschichte. Probleme – Thesen – Wege (= Beiträge zur Militär- und Kriegsgeschichte, Band 25). Im Auftrag des Militärgeschichtlichen Forschungsamtes, Deutsche Verlags-Anstalt, Stuttgart 1982, ISBN 3-421-06122-X.
- hrsg. mit Norbert Wiggershaus: Das Nordatlantische Bündnis 1949–1956 (= Beiträge zur Militärgeschichte. Band 37). Im Auftrag des Militärgeschichtlichen Forschungsamtes, Oldenbourg, München 1993, ISBN 3-486-55967-2.
- hrsg. mit Bruno Thoß: Westintegration, Sicherheit und deutsche Frage. Quellen zur Aussenpolitik in der Ära Adenauer 1949–1963 (= Ausgewählte Quellen zur deutschen Geschichte der Neuzeit. Band 42). Wissenschaftliche Buchgesellschaft, Darmstadt 1994, ISBN 3-534-11228-8.
- mit Christian Greiner, Heinz Rebhan: Die NATO als Militärallianz. Strategie, Organisation und nukleare Kontrolle im Bündnis. 1949 bis 1959 (= Entstehung und Probleme des Atlantischen Bündnisses. Band 4). Im Auftrag des Militärgeschichtlichen Forschungsamtes hrsg. von Bruno Thoß, Oldenbourg, München 2003, ISBN 3-486-56757-8.